# La Jaudonnière
La Jaudonnière é uma comuna francesa na região administrativa da Pays de la Loire, no departamento de Vendéia. Estende-se por uma área de 8,27 km². Em 2010 a comuna tinha 613 habitantes (densidade: 74,1 hab./km²).